# Пола Ікс
«Пола Ікс» («Pola X») — французький кінофільм 1999 року, знятий режисером Леосом Караксом.

## Сюжет
Молодий письменник П'єр, анонімно опублікований роман якого став хітом, збирається одружитися зі своєю білявою обраницею Люсі, але одного разу стикається з темноволосою таємничою Ізабель, яка стверджує, що вона його сестра, від якої відмовилися батьки. П'єр відмовляється від Люсі та батьків і їде з Ізабель до Парижа, маючи намір отримати нові знання про темний бік людської натури. Він починає писати новий роман, відправляючи розділи під псевдонімом своєму видавцеві, а його стосунки з Ізабель виходять за рамки братніх.

## У ролях
- Гійом Депардьє — П'єр
- Катерина Голубєва — Ізабель
- Катрін Денев — Марі
- Дельфін Шійо — Люсі
- Лоран Люка — Тібо
- Паташу — Маргарита
- Петрута Катана — Розерка
- Міхаелла Сілахі — дівчинка
- Шарунас Бартас — диригент
- Самуель Дюпюї — Фред
- Матіас Млекуц — Марі
- Тілль Ліндеманн — барабанщик
- Крістоф Шнайдер — барабанщик

## Знімальна група
- Режисер — Леос Каракс
- Продюсер — Брюно Пезері
- Сценарій — Леос Каракс, Жан-Поль Фаржо
- Оператор — Ерік Готьє
- Композитор — Скотт Вокер